# 오자키 유타카
오자키 유타카(일본어: 尾崎豊, 1965년 11월 29일 ~ 1992년 4월 25일)는 일본의 1980년대 인기 가수이다.

## 생애
오자키 유타카의 집은 평범한 중산층으로, 아버지는 일본 자위대 군무원이었으며 어머니도 일을 할 때가 많아 형과 둘이서 어린시절을 보냈다. 형은 머리가 비상하여 엘리트 코스를 밟았고, 형을 잘 따랐던 오자키 유타카도 공부에 뜻이 있었다. 형이 중학교에 진학하면서 오자키와 시간을 잘 보내지 않게 되자, 오자키는 형의 기타를 혼자 연주하며 지내곤 하였다.
중학교 시절에는 동네 싸움에 휘말리는 등 문제가 있었으나, 입시 때 열심히 공부하여 명문 사립고 아오야마 가쿠인 고등학교에 진학하였다. 하지만 음주, 흡연 및 패싸움 등으로 학교에서 징계와 정학 처분을 많이 받았다. 근신 처분을 받았을 때에는 집 밖으로 나갈 수 없어 혼자 기타를 치며 음악에 대한 열정과 재능을 키워나갔고, 이때부터 작곡과 작사를 시작하였다. 1982년 CBS 소니 재팬의 오디션에 합격하였고, 1983년 12월 첫 싱글 '열다섯의 밤'(15の夜)과 앨범 '17세의 지도'(十七歳の地図)를 내며 데뷔하였다. 이듬해에는 1년 내내 반성문을 쓰라는 교사와의 갈등으로 고등학교를 자퇴했다.
이후 음악 활동에 전념하며 청소년의 우상으로 떠올랐고, 청소년 잡지는 오자키의 기사를 싣기 위해 경쟁이 심하였다. 이는 TV 출연을 하지 않는 오자키를 볼 수 있는 유일한 매체가 잡지였기 때문이다. 이후 미국에서 각성제에 중독되었으며, 일본으로 돌아와서도 이를 끊지 못하였다. 오자키는 이에 대해 소속사 사장이 자신을 묶어놓기 위해 미국에 보내 각성제에 중독시켰다고 생각하였다. 각성제로 인해 공연 중에 쓰러지는 등 크고 작은 문제를 계속 일으켰으며, 이를 보다 못한 가족의 신고로 잠시 구속되었다. 이런 문제에도 그의 체험과 사상이 녹아든 가사에 매혹된 청년들의 인기는 끊이지 않았다.
4번째 싱글 '졸업'(卒業)으로 대히트를 쳤으며 대표곡으로는 'I Love You', 'Oh my little girl' 등이 있다. 학교나 사회의 부조리에 대항하는 소년의 마음속 외침과 같았던 그의 음악의 세계는 당시 젊은이들의 공감을 사며 카리스마적인 존재로 인정받았다. 학생들이 그의 앨범을 듣고 교실의 유리창을 깨는 등 문제를 일으키자 오자키는 이에 대해 부정적으로 생각한다고 인터뷰하였다.
1992년 4월 25일에 도쿄에서 갑작스러운 의문의 죽음을 당했다(향년 26세). 병원에서는 폐수종으로 사인을 진단하였으나, 몸에 생긴 여러개의 멍자국이나 그의 죽음과정에 목격자가 없는 시간대가 존재하기에, 아직도 그의 죽음을 명확하게 규명하지 못하고 있다.
그를 추억하는 대중들의 깊은 애정에 힘입어 NHK에서는 10년이 넘게 BS-2 방송으로 1~2년마다 그의 기일에 맞추어서 특별방송프로를 편성해서 방송하고 있다.

## 음반 목록

### 스튜디오 음반
- 《17세의 지도》 (1983년)
- 《회귀선》 (1985년)
- 《부서진 문을 통해》 (1985년)
- 《가로수》 (1988년)
- 《탄생》 (1990년)
- 《방열에의 증거》 (1992년)